# Megavisión Canal 19
Megavisión Canal 19 est une chaîne de télévision salvadorienne en langue espagnole appartenant à Megavisión Salvador.
Jusqu'à la fin mai 2012, elle diffusait principalement des séries de Nickelodeon, qui a été repris par MTV Latinoamérica. Elle a été relancée en août 2012 sous un format de nouvelles et d'opinions.